# 岡部千仭
岡部千仭（天保13年(1842年)10月25日〜明治41年(1908年)7月26日）は、福岡藩の武士(城代組)で漢学者。後に福岡県福岡市博多に居住した。教え子に山梨県出身の郷土史家で漢詩人の村松志孝らがいる。

## 概要
父の岡部榴園から漢学を学び、やはり父の教え子であった安川敬一郎は遠縁にあたる。教育者の岡部峯吉は養子。
後半生は市川大門の私塾「修齊（しゅうせい）學舎」で漢学を教える(明治17年～同41年) 。

### 主な著作
- 岡部千仭「造物主ワ御靈物ノ奴隷ナリ」『黄金雑誌』第2号、黄金館、東京、1890年6月、22-24 (コマ番号0015.jp2-)、doi:10.11501/1539375、全国書誌番号:00008256。国立国会図書館／図書館送信参加館内公開。

## 墓所
聖福寺